# Barbara Babcock
Barbara Babcock (* 27. Februar 1937 in Pasadena, Kalifornien oder Fort Riley, Kansas) ist eine US-amerikanische Schauspielerin. Für ihre Hauptrolle in der Fernsehserie Polizeirevier Hill Street wurde sie 1981 mit einem Emmy ausgezeichnet.

## Leben
Ihre Eltern waren Jadwiga Noskowiak und Conrad Stanton Babcock jr. Ihre in Chile geborene Mutter hatte eine klassische Gesangsausbildung und spielte in ihrer Jugend die weibliche Hauptrolle in Shakespeares Romeo und Julia.
Obwohl Barbara in den USA geboren wurde, verbrachte sie einen Teil ihrer Kindheit in Tokio, Japan, da ihr Vater General der United States Army war. Laut eigener Aussage lernte Barbara Japanisch, noch bevor sie Englisch sprach. Kurz vor dem Angriff auf Pearl Harbour 1941 kehrte sie zusammen mit ihrer Mutter zurück in die USA, nach Carmel-by-the-Sea in Kalifornien, während ihr Vater für 9 Monate in japanische Kriegsgefangenschaft geriet.
Ursprünglich war ihr größter Traum, als Entdeckerin nach Afrika oder Südamerika zu reisen, aber da sie dies für nicht realisierbar hielt, entschied sie sich für eine Schauspielkarriere. Babcock hatte ihren ersten Auftritt in einem Fernsehfilm 1963 in The Many Loves of Dobie Gillis. Seit den 1960er Jahren ist sie als Gastdarstellerin in zahlreichen Fernsehserien aufgetreten, so unter anderem in Quincy, Mord ist ihr Hobby, Remington Steele und Chicago Hope. In Raumschiff Enterprise spielte sie als Mea III in A Taste of Armageddon (dt. Krieg der Computer) und als Philana in Plato’s Stepchildren (dt. Platons Stiefkinder). Einem breiteren Publikum wurde sie durch ihre Rollen in den Fernsehserien Dallas, Polizeirevier Hill Street und insbesondere als Dorothy Jennings in Dr. Quinn – Ärztin aus Leidenschaft bekannt. Für letztere Rolle wurde sie für einen Emmy als beste Nebendarstellerin nominiert; sie soll jedoch froh gewesen sein, dass sie ihn nicht gewann, nachdem sie kurz zuvor an einer Elefanten-Expedition in Afrika teilgenommen hatte.
Im Kino war sie unter anderem in In einem fernen Land und Space Cowboys zu sehen.
1994 wurde sie vom Magazin People zu einem der 50 schönsten Menschen der Welt gekürt.
2004 wurde bei ihr die Parkinson-Krankheit diagnostiziert. Seitdem lebt sie zumeist im ehemaligen Haus ihrer Eltern in Carmel-by-the-Sea und zeitweise in Irland.

## Filmografie (Auswahl)
- 1965: The Munsters: Bats of a Feather (Fernsehserie, eine Folge)
- 1967–1968: Raumschiff Enterprise (Star Trek, Fernsehserie, zwei Folgen und in vier Folgen nur Stimme)
- 1967–1970: Ein Käfig voller Helden (Hogan’s Heroes, Fernsehserie, drei Folgen)
- 1968: Kobra, übernehmen Sie (Mission: Impossible, Fernsehserie, eine Folge)
- 1971: Night Gallery (Fernsehserie, eine Folge)
- 1971: The Last Child (Fernsehfilm)
- 1972: The Sixth Sense (Fernsehserie, Folge Coffin, Coffin in the Sky)
- 1973: Das letzte Spiel (Bang the Drum Slowly)
- 1977: Christmas Miracle in Caufield, U.S.A. (Fernsehfilm)
- 1977: McMilan and Wife (Fernsehserie, eine Folge)
- 1977: Detektiv Rockford – Anruf genügt (Fernsehserie, eine Folge)
- 1977: Quincy (Fernsehserie, eine Folge)
- 1978: Logan’s Run (Fernsehserie, eine Folge)
- 1978–1982: Dallas (Fernsehserie, 16 Folgen)
- 1979: Brennen muss Salem (Salem’s Lot, Miniserie, zwei Folgen)
- 1980: Hollywood Cop (The Black Marble)
- 1981: Nebenstraßen (Back Roads)
- 1981–1986: Polizeirevier Hill Street (Hill Street Blues, Fernsehserie, 17 Folgen)
- 1982: Im Netz der Angst (Memories Never Die, Fernsehfilm)
- 1983: Die Football-Prinzessin (Quarterback Princess, Fernsehfilm)
- 1983: Cheers (Fernsehserie, eine Folge)
- 1984: The Four Seasons (Fernsehserie, 13 Folgen)
- 1985: Jungs außer Kontrolle (That Was Then … This Is Now)
- 1985–1993: Mord ist ihr Hobby (Murder She Wrote, Fernsehserie, fünf Folgen)
- 1986: Schlagzeile – Rufmord (News at Eleven, Fernsehfilm)
- 1986: Mr. Sunshine (Fernsehserie, elf Folgen)
- 1987: Remington Steele (Fernsehserie, zwei Folgen)
- 1987: Alfred Hitchcock zeigt (Alfred Hitchcock Presents, Fernsehserie, eine Folge)
- 1987–1988: Privatdetektiv Harry McGraw (Fernsehserie, 16 Folgen)
- 1989: Happy Together
- 1990: Perry Mason und der vergiftete Cocktail (Perry Mason: The Case of the Poisoned Pen, Fernsehfilm)
- 1990: Golden Girls (The Golden Girls, Fernsehserie, eine Folge)
- 1990: China Beach (Fernsehserie, Folge The Gift)
- 1992: In einem fernen Land (Far and Away)
- 1993: Ein Strauß Töchter (Ein Strauß Töchter, Fernsehserie, eine Folge)
- 1993: Palm Springs Detectives – Ausweglose Jagd (Fugitive Nights: Danger in the Desert, Fernsehfilm)
- 1993–1998: Dr. Quinn – Ärztin aus Leidenschaft (Dr. Quinn, Medicine Woman, Fernsehserie, 100 Folgen)
- 1996: Ich will meine Kinder zurück (A Mother’s Instinct, Fernsehfilm)
- 1997: Rückkehr aus dem Nichts – Tochter was hast du getan? (Childhood Sweetheart?, Fernsehfilm)
- 1998: USMA West Point (Fernsehfilm)
- 1998: Chicago Hope – Endstation Hoffnung (Chicago Hope, Fernsehserie, zwei Folgen)
- 1999: A Vow to Cherish (Fernsehfilm)
- 2000: Space Cowboys
- 2000: Pretender (The Pretender, Fernsehserie, zwei Folgen)
- 2001: Frasier (Fernsehserie, eine Folge)
- 2001–2002: Das Geheimnis von Pasadena (Pasadena, Fernsehserie, acht Folgen)
- 2002: Kevin – Allein gegen alle (Home Alone 4, Fernsehfilm)
- 2002–2004: Für alle Fälle Amy (Judging Amy, Fernsehserie, zwei Folgen)